# St. Stephan (Läuterkofen)

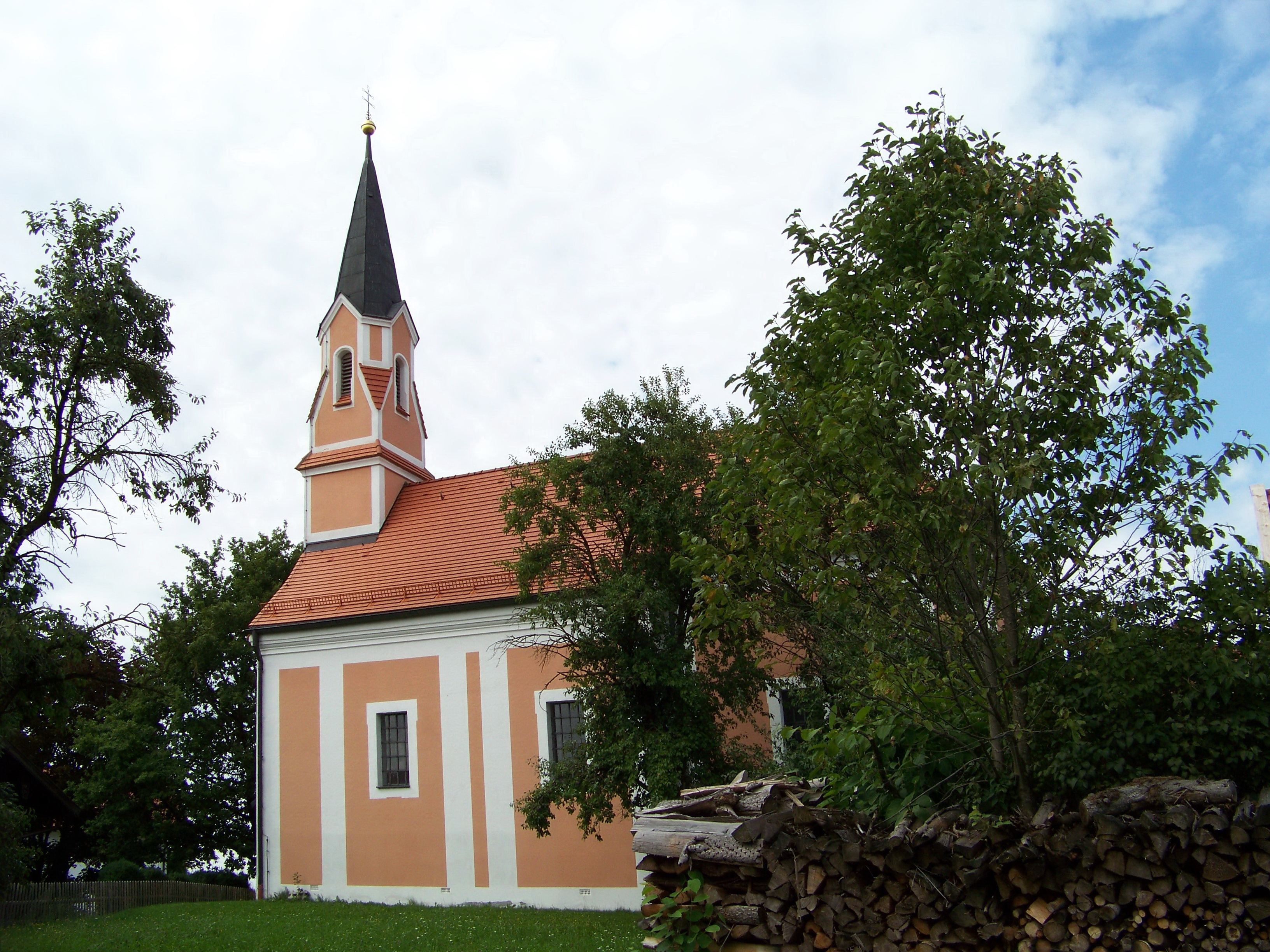
Außenansicht der Nebenkirche St. Stephan von Südosten

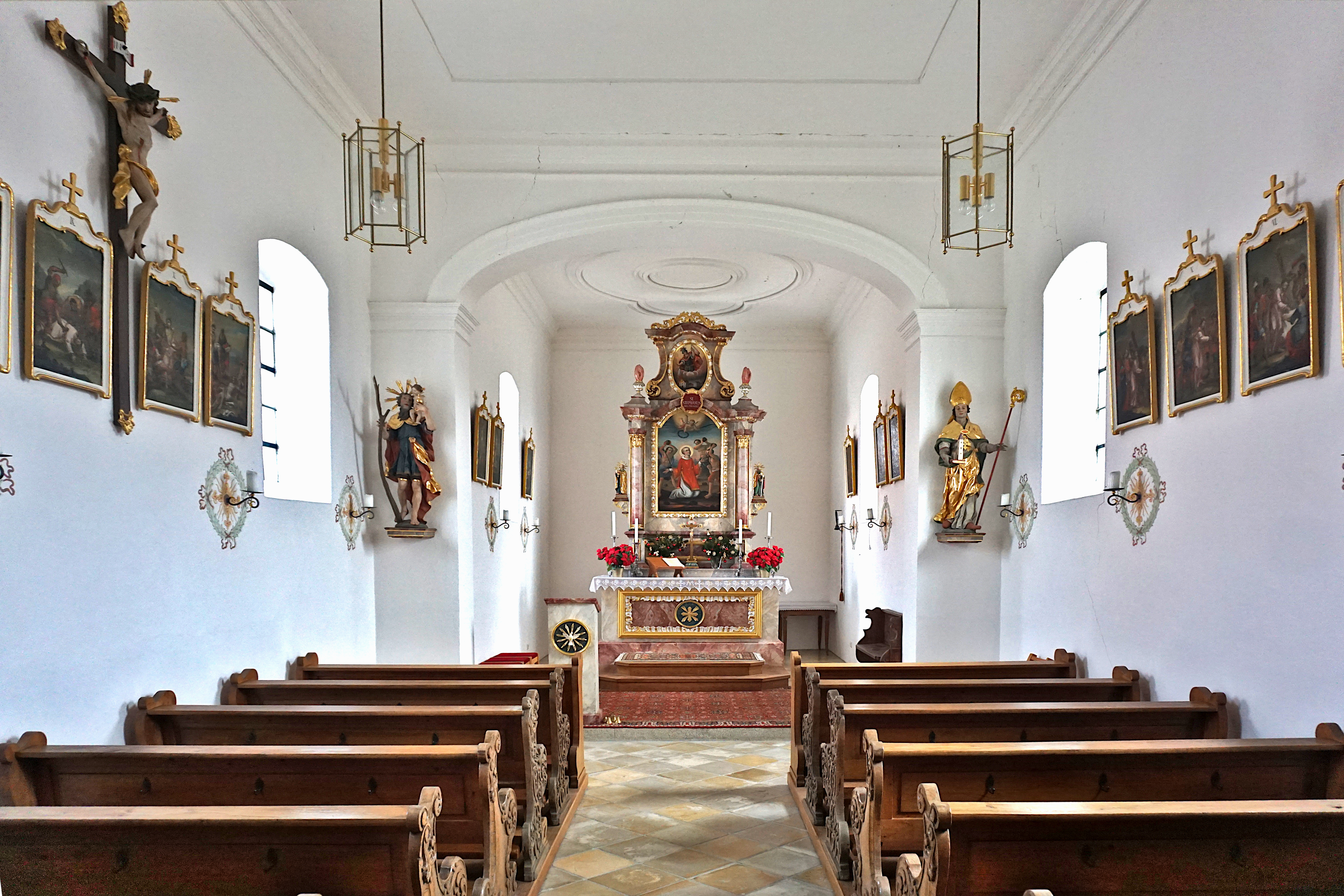
Innenraum der Kirche

Die römisch-katholische Nebenkirche St. Stephan in Läuterkofen, einem Ortsteil der Gemeinde Adlkofen im niederbayerischen Landkreis Landshut, ist eine kleine, im Kern gotische Saalkirche, wohl aus dem 14. Jahrhundert, die im 18. Jahrhundert barockisiert wurde. Die Kirche trägt das Patrozinium des heiligen Stephanus (Gedenktag: 26. Dezember) und ist Teil der Pfarrei St. Thomas in Adlkofen.

## Geschichte
Eine Kirche zu Ehren des heiligen Stephanus in Läuterkofen (Lewterkofn) wurde erstmals 1508 in einer Regensburger Bistumsbeschreibung urkundlich erwähnt. Der Ort wurde jedoch bereits 1078/85 in einer Traditionsurkunde des Hochstifts Freising erwähnt. Auch ist aus dem Jahr 1315 belegt, dass der Hanslbauernhof an das Kloster Sankt Veit bei Neumarkt übereignet wurde. Daher liegt es nahe, dass Mönche des Klosters Sankt Veit im 14. Jahrhundert die Läuterkofener Kirche erbauen ließen.
Am 7. Juni 1722 wurde die Kirche durch ein verheerendes Unwetter zerstört, wie der Adlkofener Pfarrer Ulrich Deibl berichtete. Durch das stattliche Vermögen der Nebenkirche in Höhe von 543 Gulden konnte diese allerdings noch in demselben Jahr wieder aufgebaut werden, ohne die ebenfalls vom Unwetter betroffenen Bauern im Ort um einen Beitrag bitten zu müssen. In diesem Zuge wurde auch eine barocke Kirchenausstattung beschafft. In den folgenden rund 20 Jahren wurde in Läuterkofen jeden Sonn- und Feiertag sowie an manchen Werktagen eine heilige Messe gefeiert, da die Filialkirche im benachbarten Günzkofen gesperrt war. Auch sie war durch das Unwetter zerstört worden und wurde erst in den 1740er Jahren wieder aufgebaut. Zu dieser Zeit hatte die Kirche mit den Heiligen Wolfgang und Christophorus zwei Nebenpatrone, wie aus einer Bistumsbeschreibung hervorgeht. Diese Tatsache geriet wohl im Zeitalter der Aufklärung in Vergessenheit. Ebenfalls im Zeichen der Aufklärung, die in Bayern auch kirchenfeindliche Züge annahm, stand im Jahr 1785 der Abriss der Kirche im Raum. Dieser Plan wurde jedoch nicht in die Tat umgesetzt, nachdem die Beseitigung der Kapelle St. Martin im benachbarten Zaitzkofen die gesamte Pfarrei Adlkofen in Aufruhr versetzt hatte.
Im 19. Jahrhundert, nachdem das Gotteshaus auch die Wirren der Säkularisation überstanden hatte, wurde es mehrfach renoviert. Unter anderem stammt der Spitzhelm des Turmes aus dieser Zeit.
Von 1979 bis 1982 wurde die Kirche renoviert. Dabei kam auch der heutige Altar in die Kirche, der zuvor in Bayerbach im Landkreis Rottal-Inn aufgestellt war. Den Abschluss der Arbeiten markierte ein Festgottesdienst mit Weihbischof Vinzenz Guggenberger am 24. September 1982. Bereits im Jahr 2005 war erneut eine Renovierung fällig, da Risse im Mauerwerk aufgetreten und diese sich im Laufe der Zeit vergrößert hatten. Dadurch geriet die Decke so sehr unter Spannung, dass Putzteile herunterfielen. Deshalb war eine Sperrung der Kirche unumgänglich gewesen. Bei der Untersuchung des Bauwerks stellte sich heraus, dass die Kirche auf einem bis zu 2,20 Meter tiefen Ziegelfundament steht. Da sich in der Umgebung zahlreiche Wasseradern befinden, wurde mithilfe einer Tiefenbohrung ein Wassterstandspegel angebracht, um zukünftige Bodenbewegungen besser einschätzen zu können. Der Turm besitzt dagegen kein Fundament, da er möglicherweise erst später angebaut wurde. Er stand auf verrosteten Stahlträgern. Neben der statischen Sicherung von Kirche und Turm wurden im Innenraum die Raumschale neu gefasst, die Ausstattungsstücke gereinigt und teils ausgebessert, ein neuer Fußbodenbelag verlegt und das zuvor durchgehende Gestühl geteilt, sodass nunmehr ein Mittelgang besteht. Nach Abschluss der Arbeiten konnte das Gotteshaus am 9. Oktober 2005 durch Regionaldekan Josef Thalhammer feierlich wiedereröffnet werden.

## Architektur
Die nach Osten ausgerichtete Saalkirche mit rund 16 Metern Länge und 5,25 Metern Breite ist weithin sichtbar und dominiert das Ortsbild von Läuterkofen. Sie umfasst einen eingezogenen Chor mit einer Fensterachse und geradem Schluss sowie ein Langhaus mit zwei Fensterachsen. Den oberen Abschluss bildet ein durchgehendes Satteldach. Die Fensteröffnungen sind innen stichbogig, außen mit geradem Sturz ausgeführt. Im Übrigen wird der Außenbau der hellrot getünchten Kirche durch weiße Lisenen gegliedert. Der Westturm springt in das Schiff ein. Der oktogonale Oberbau ist barock, der Spitzhelm über vier Dreiecksgiebeln stammt aus dem 19. Jahrhundert. Der Innenraum wird von einer Flachdecke überspannt, die im Chor mit Stuckrahmenfeldern verziert ist. Der Chorbogen wurde im Zuge der Barockisierung ausgerundet.

## Ausstattung
Der barocke Hochaltar kam im Zuge der Renovierung von 1979/82 nach Läuterkofen, wo er einen neuromanischen Altar aus dem 19. Jahrhundert ersetzte. Er stand ursprünglich als Seitenaltar in der Pfarrkirche St. Peter in Bayerbach im Rottal und kam erst im Zuge der Renovierung von 1979 bis 1982 nach Läuterkofen. Die zentrale Rundbogennische, die das Altarblatt umgibt, wird von zwei Rundsäulen flankiert. Der geschwungenen berandete Volutenaufsatz wird von zwei Vasen flankiert, die auf einem mehrfach profilierten, verkröpften Gebälk stehen. Das Altarblatt, auf dem die Steinigung des heiligen Stephanus dargestellt ist, und das Auszugsbild, das den heiligen Florian zeigt, wurden 1982 von dem Gangkofener Kirchenmaler Josef Weilhammer geschaffen. Die Seitenfiguren der „Apostelfürsten“ Petrus und Paulus, die seitlich am Altar auf kleinen Konsolen stehen, stammen ebenfalls aus dem Rottal.
Beachtenswert sind außerdem die ebenfalls barocken Kreuzwegtafeln, die Mitte des 18. Jahrhunderts in Öl auf Leinwand gemalt wurden. Sie stammen von der barocken Ausstattung der Filialkirche St. Jakobus der Ältere in Günzkofen und kamen erst 1856, als die Günzkofener Kirche regotisiert wurde, ins benachbarte Läuterkofen. An der Kirchentür ist ein Hufeisen angebracht. Es erinnert an den Kirchenpatron Stephanus, der in Bayern auch als Schutzpatron der Pferde und Pferdeknechte gilt. An dessen Gedenktag am 26. Dezember fanden früher auf den Feldern rund um Läuterkofen Pferde- und Schlittenrennen statt. Daran erinnern bis heute Flurnamen wie „Rennlohackerl“, „Rennlohwiese“, „Rennpointacker“ und „Rennloh“.

### Glocken
Die beiden Glocken der Läuterkofener Kirche zählen zu den ältesten im Landkreis Landshut. Eine Glocke wird auf das 14. Jahrhundert, als die angenommenen Erbauungszeit der Kirche, datiert. Sie trägt eine Umschrift in frühgotischen Majuskeln, gemischt mit zwei Minuskeln. Diese lautet: † AVS · AlER NaVT · MARIA · PIT · VNS („Aus aller Not, Maria, behüte uns.“). Die Worttrennung erfolgt durch große Punkte. Ungewöhnlicherweise ist die Umschrift nur rückwärts zu lesen. Die zweite Glocke wurde laut ihrer Umschrift in spätgotischen Minuskeln im Jahr 1470 gegossen. Diese lautet: anno domyny m cccc lxx iar (lat. „Im Jahr des Herrn 1470“). Die Worttrennung erfolgt hier durch stilisiertes Laubwerksornament. Die beiden Glocken sind in etwa gleich groß: sie weisen jeweils einen Durchmesser von 40 Zentimetern auf.